# Limonia nominata
Limonia nominata là một loài ruồi trong họ Limoniidae. Chúng phân bố ở miền Cổ bắc.